# ソンミン
ソンミン（本名：イ・ソンミン、1986年1月1日  - ）は、韓国のユーチューバー、歌手、俳優、タレントであり、男性アイドルグループSUPER JUNIORのメンバーである。
韓国京畿道出身。元SMエンタテインメント所属。身長171cm、体重74kg、血液型はA型。妻は女優のキム・サウン。

## 来歴
- 2001年、SM青少年ベスト選抜大会・外見部門1位にてオーディション合格。
- 2005年、SUPER JUNIORのメンバーとしてデビュー。
- 2011年3月4日発売の『太完美』から、SUPER JUNIOR-Mにウニョクとともに参加。
- 2011年12月4日からラジオ「スーパジュニアのKiss the Radio」 のDJをリョウクと担当。2013年4月7日、ミュージカル活動に集中するため降板。
- 2014年9月24日、ミュージカル女優キム・サウンとの交際を公式に認め、2014年12月13日に結婚。祝歌はリョウクが担当した。
- 2015年、3月31日に京畿道（キョンギド）富川（プチョン）17師団に入所し、5週間の基礎軍事訓練を受けた。その後は京畿道（キョンギド）富川（プチョン）にある17師団の軍楽隊に配置された。2016年12月に除隊[3]。
- 2023年5月、トロット歌手としてデビューした[4][5]。
- 2025年4月30日、SMエンタテインメントとの専属契約が終了したことが発表された[6]。

## 人物
- ニックネーム：ミンくん、飴カボチャ
- 家族構成：父、母、弟、妻
- 学歴
  - ソウル芸術大学 放送芸能科（中退）
  - 明知大学校 映画ミュージカル学科 学士
  - 明知大学校 大学院 映画ミュージカル学科（修士課程）
- 特技は中国武術（ヌンチャク、棒術）、料理、日本語。
- 台湾のバラエティー番組「娯楽百分百」出演時、司会者で流暢な日本語を話す羅志祥と日本語で会話していた事もある。
- スーパージュニア結成前は、ウニョクとJYJのジュンスと3人組のグループだった。楽曲のレコーディングやジャケット撮影まで行ったが、ジュンスが東方神起としてデビューしたためデビューは取り消しとなった。
- グループ内では愛嬌担当。童顔のため可愛いと言われることが多い。SuperJunior-Happyのメンバーに選抜され、その活動では一際存在感を放っている。Super Show5では4minuteのヒョナのコスプレをして注目を浴びた。
- SUPERJUNIOR-Mでは最年長として、リーダーである。
- 少女時代のサニーとは｢ソンミン&サニーの天方地軸ラジオ｣で共演していたため親しい。｢私たち結婚しました｣に出演するなら相手は誰がよいか、という問いに｢サニー｣と答えたことがある。サニーがレギュラーメンバーである｢青春不敗｣にゲストとして出演し、仲睦まじい様子を見せた。
- 真面目な性格とは裏腹に交際報道が多く、批判を受けやすい。2014年9月24日、ミュージカル女優キム・サウンとの交際を公式に認め、同年12月13日に結婚。ファンからの批判もあり、結婚後はグループ活動に参加していない[7]。

## ディスコグラフィ

### ソロ
- 2009年10月09日「ミュージカル AKILLA（アキルラ）」O.S.T -『I Akilla You』
- 2012年03月29日「天女が必要」O.S.T Part.2 -『Oh Wa』

### SUPER JUNIOR
SUPER JUNIORの作品を参照。

### SUPER JUNIOR-T
SUPER JUNIOR-Tの作品を参照。

### SUPER JUNIOR-Happy
SUPER JUNIOR-Happyの作品を参照。

### SUPER JUNIOR-M
SUPER JUNIOR-Mの作品を参照。

## 出演作品

### TV番組
- 2002年 SBS 《土曜日がくる - 世紀の対決》
- 2006年 KMTV 《ショーミュージックタンク》共同MC
- 2006年 SBS 《日曜日が良い-東方神起の反転劇場》〈失われた時を求めて〉- ソンミン役
- 2007年 Mnet 《少女学校に行く》ナレーション
- 2008年 Comedy TV 《あきれた外出3》共同MC
- 2008年 MBC every1 《アイドル軍団の浮かび上がった! 彼女シーズン1》共同MC
- 2009年6月 MBC 《オッパバンド》
- 2012年5月17日 tvN 《現場トークショーTAXI》
- 2012年8月18日 MBC 《私たち結婚しました シーズン3》※イトゥクの仮想結婚生活中の回にゲスト出演。
- 2013年7月10日 《黄金漁場 - ラジオスター》

### ドラマ
- MBC 『姉妹の海』（2005年）
- KBSドラマシティー 『納骨堂少年』（2005年）野球部少年役
- KBS 『プレジデント』（2010年）

### ミュージカル
- 2009年《AKILLA（アキルラ）》
- 2010年《ホン・ギルドン》（ホン・ギルドン役）
- 2011 - 2013年 《ジャック・ザ・リッパー》（ダニエル役）
- 2013 - 2014年 《Summer Snow》（ジンハ役）
- 2013 - 2014年 《三銃士》（ダルタニャン役）
- 2014年 《ヴァンパイア》（ドラキュラ役）

### ラジオ
- 2007年6月4日 - 2008年7月31日：衛星DMB「ソンミン&スヨンの天方地軸ラジオ」 DJ
- 2011年12月4日 - 2013年4月7日：KBS Cool FM「スーパジュニアのKiss the Radio」 DJ（リョウクと合同）

### その他
- 2013年7月8日：「第7回大邱国際ミュージカル祭（Daegu International Musical Festival）」司会